# Рей Баррі (хокеїст)
Рей Баррі (англ. Ray Barry; нар. 4 жовтня 1928, Ревір) — американський хокеїст, що грав на позиції центрального нападника.

## Ігрова кар'єра
Професійну хокейну кар'єру розпочав 1947 року.
Усю професійну клубну ігрову кар'єру, що тривала 11 років, провів, захищаючи кольори команди «Бостон Брюїнс», у складі якої відіграв 18 матчів у сезоні 1951/52, закинув одну шайбу та зробив дві результативні передачі. Більшість ігрової кар'єри провів у складі «Калгарі Стампідерс» (ЗХЛ).
Після завершення кар'єри гравця оселився в канадському Едмонтоні.